# The Host (filme)
The Host (bra: A Hospedeira; prt: Nómada) é um filme estadunidense de 2013, dos gêneros drama romântico, ação e ficção científica, escrito e dirigido por Andrew Niccol baseado no romance The Host, de Stephenie Meyer.
Estrelado por Saoirse Ronan, Max Irons e Jake Abel, o longa-metragem fala sobre um hipotético futuro próximo, no qual humanos têm seus corpos invadidos por seres alienígenas que se denominam "almas". Nesse contexto, a jovem Melanie Stryder (Ronan) tenta lutar contra a invasão de uma alma chamada Peregrina e voltar para o convívio de sua família.
como Melanie Stryder/Peregrina
- Diane Kruger como A Buscadora/Lacey[6]
- Jake Abel como Ian O'Shea[7]
- Boyd Holbrook como Kyle O'Shea
- Max Irons como Jared Howe[7]
- Whitter como Jeb Stryder[6]
- Lhoren Kimberlhy como Kyle O'Shea[6]
- Chandler Canterbury como Jamie Stryder[6]
- Frances Fisher como Maggie Stryder[6]
- Emily Browning como Peregrina(final,no corpo de Peg)[6]}}

## Produção

### Desenvolvimento
Em 2009, os produtores Nick Wechsler, Steve e Paula Mae Schwartz compraram os direitos para adaptação do romance The Host ao cinema com seu próprio dinheiro. Stephenie Meyer, autora do livro, havia recusado propostas feitas anteriormente pelos três; contudo, eles continuaram pressionando-a com diversas ofertas, e ela acabou aceitando. A escritora já havia participado de produções das adaptações cinematográficas de sua série sobre vampiros Twilight — convertida em uma franquia homônima de cinco filmes —, e Wechsler gostaria que ela tivesse uma relação semelhante com este longa-metragem; ele disse: "Nós queríamos que Stephenie estivesse envolvida na adaptação, desse seu apoio e fizesse parte das decisões criativas. Twilight tem provado que ela sabe mais sobre o que funciona do que a maioria".
Originalmente, o neozelandês Andrew Niccol seria, além de roteirista, o diretor da obra. Seu nome foi cogitado para a adaptação porque Meyer dissera que Gattaca e The Truman Show são dois dos seus filmes favoritos; Niccol dirigiu o primeiro e escreveu o segundo. Contudo, durante o início da produção, em fevereiro de 2011, ele esteve envolvido em outros projetos e anunciou-se que a direção seria feita pela britânica Susanna White. Posteriormente, por motivos desconhecidos, Niccol foi novamente confirmado como diretor de The Host. Em junho de 2011, a empresa independente Open Road Films tornou-se distribuidora oficial do longa-metragem nos Estados Unidos; segundo o site Deadline, outras três empresas estavam interessadas em distribui-lo no mercado norte-americano.

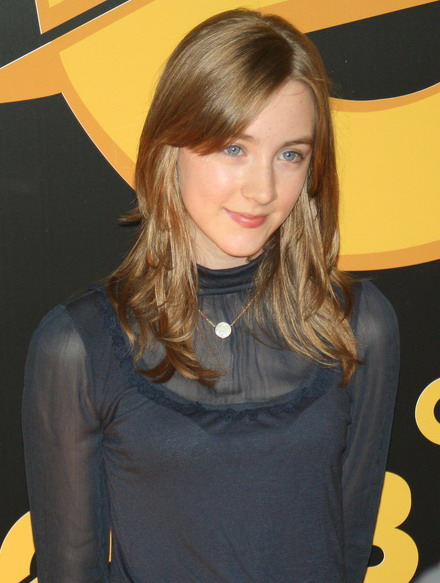
Saoirse Ronan foi o primeiro membro do elenco confirmado na produção. Acima, a atriz na estreia de City of Ember (2008).

### Escolha do elenco
Em maio de 2011, a primeira atriz a integrar o elenco foi revelada: Saoirse Ronan, que retratará Melanie Stryder. Em entrevista ao site HitFix, Ronan disse que aceitou o papel porque "amou o conceito do filme"; ela também afirmou que "se sentiu atraída" pela ideia de trabalhar com Niccol — "que fez filmes brilhantes no passado, e que foram conceitualmente alucinantes e bonitos". Inicialmente, Stephenie Meyer resistiu à escolha de Ronan porque a achou jovem demais para interpretar a personagem; contudo, após vê-la no filme de ação Hanna, a escritora se convenceu de que Ronan era suficientemente madura para o papel.
Em novembro do mesmo ano, outros dois papéis foram ocupados oficialmente: o de Ian O' Shea por Jake Abel e o de Jared Howe por Max Irons. Durante entrevistas dadas anteriormente, Stephenie Meyer dissera que Matt Damon correspondia com a imagem que ela tinha de Jared e que seria interessante ver os irmãos Casey e Ben Affleck como Ian e Kyle, respectivamente. Em janeiro de 2012, alguns dos atores que retratarão importantes personagens secundários foram confirmados: Diane Kruger será a Buscadora; Boyd Holbrook será Kyle O' Shea; Chandler Canterbury será Jamie Stryder; Frances Fisher será Maggie Stryder; e William Hurt será Jeb Stryder.

### Filmagens
As filmagens começaram em fevereiro de 2012; as locações escolhidas incluem a Louisiana e o deserto do Novo México, nos Estados Unidos. No livro, parte da história se passa na cidade de San Diego, na Califórnia. Entretanto, a produção do longa-metragem optou por ambientá-la na Louisiana por conta dos incentivos fiscais do lugar, que acabaram por diminuir o orçamento final.

### Música
Em julho de 2012 foi anunciado que a trilha sonora score de The Host seria composta pelo brasileiro Antonio Pinto. Pinto já havia trabalhado com Andrew Niccol em um outro filme dirigido por este, Lord of War (2005). A trilha sonora original, intitulada "Choose to Listen", foi lançada pela gravadora Interscope Records em 26 de março de 2013. Ela apresenta dez artistas, incluindo Ellie Goulding, Skylar Grey, e o grupo Imagine Dragons.

## Lançamento

### Marketingpromocional
Um teaser trailer de The Host foi divulgado em março de 2012; nele, é mostrado um eclipse que lentamente toma a forma de um globo ocular com a íris prateada enquanto a personagem Melanie Stryder (Saoirse Ronan) narra aspectos dos alienígenas invasores. Meses depois, em julho, durante a convenção de quadrinhos de San Diego, Meyer e Niccol mostraram aos presentes, com exclusividade, as primeiras imagens do filme, contendo diversas cenas envolvendo Melanie, a família Stryder e os Buscadores. O primeiro trailer oficial completo do longa-metragem foi lançado mundialmente em 13 de novembro de 2012. Um segundo trailer foi liberado em 14 de fevereiro de 2013.

### Bilheteria
Em sua semana de abertura nos Estados Unidos, The Host fez cerca de US$10.600,112, classificando-se em sexto lugar no ranking dos filmes mais rentáveis daquela semana. Em sua segunda semana de exibição, o longa-metragem teve uma queda de 50.6%, acumulando US$5.239,000.

### Opinião dos críticos
The Host foi recebido por críticos contemporâneos com comentários negativos. O filme detém uma aprovação de 13% no agregador de revisões Rotten Tomatoes, cujo consenso diz: "Mal roteirizado e dramaticamente ineficaz, The Host é em grande parte insípido e tedioso, com momentos de hilaridade não-intencional". Por comparação, o site Metacritic, numa escala de 0 a 100, lhe atribuiu uma nota 38 (indicando "opiniões geralmente desfavoráveis"). Apesar disso, o site sobre cinema Fandango mostra que The Host possui grande aceitação entre a base de fãs da história (sendo esta,em grande parte, criada pelo livro de Stephenie Meyer).
Roth Cornet, do portal de entretenimento IGN, deu ao filme uma nota 5 em 10, afirmando que ele é "involuntariamente risível" e "absurdamente frustrante". Roger Ebert, escrevendo para o jornal Chicago Sun-Times, disse que "The Host é densamente desequilibrado com conversas profundas e sonoras, onde tudo tende a soar como uma despedida. O filme é montado tão firmemente na mesma nota, de fato, que essa estrutura rouba possibilidades para a tensão dramática". Ele terminou classificando o longa-metragem com 2,5 estrelas de 4 possíveis.

## Possível sequência
Durante entrevistas, a escritora Stephenie Meyer afirmou ter ideias para possíveis novos romances ambientados no mesmo universo de seu livro The Host; ela espera poder criar uma trilogia, mas não dá o fato como certo. O diretor Andrew Niccol, durante a premiere do filme em Los Angeles, manifestou interesse em trabalhar numa continuação para o filme. Entretanto, a bilheteria fraca que The Host havia apresentado em suas primeiras semanas de lançamento, bem como a falta de uma data para publicação do romance de Meyer, baixam a possibilidade de uma sequência para o longa-metragem.